# Чарльз, Нив
Нив Луиза Чарльз (англ. Niamh Louise Charles; род. 21 июня 1999, Уиррал, Северо-Западная Англия) — английская футболитска, защитник «Челси» и национальной сборной Англии.

## Клубная карьера
Начинала играть в клубе West Kirby Wasps. Часто играла с мальчиками, будучи единственной девочкой в команде. После впечатляющего выступления за молодёжную академию «Ливерпуля» Чарльз получила возможность сыграть за основную команду и дебютировала в апреле 2016 года в матче против «Сандерленда». После отличного сезона 2016 года в составе "Ливерпуля" и сборной Англии до 17 лет она была номинирована на премию "Восходящая звезда среди женщин" на церемонии вручения наград Northwest Football Awards.
В 2020 году перешла в «Челси», в составе которого в сезонах 2020/21 и 2021/22 выиграла дважды подряд Суперлигу и Кубок страны.

## Карьера в сборной
Играла за юниорские сборные Англии различных возрастов; играла за юниорскую сборную на ЮЧМ-2016. В апреле 2021 года дебютировала за сборную Англии, а два года спустя в составе сборной играла на чемпионате мира 2023 года, с которой завоевала серебряную медаль.
Играла за сборную Великобритании на олимпийском футбольном турнире 2020 года.

## Достижения

### «Челси»
- Чемпион Англии: 2020/21,  2021/22, 2022/23
- Обладательница Кубка Англии: 2020/21, 2021/22, 2022/23
- Финалистка Лиги чемпиононов: 2020/21

### Сборная
- Серебряная призёрка Чемпионата мира: 2023
- Чемпионка Европы: 2025